# Gouhenans
Gouhenans – miejscowość i gmina we Francji, w regionie Burgundia-Franche-Comté, w departamencie Górna Saona.
Według danych na rok 1990 gminę zamieszkiwały 362 osoby, a gęstość zaludnienia wynosiła 43 osoby/km² (wśród 1786 gmin Franche-Comté Gouhenans plasuje się na 403. miejscu pod względem liczby ludności, natomiast pod względem powierzchni na miejscu 532.).